# Доленосний день

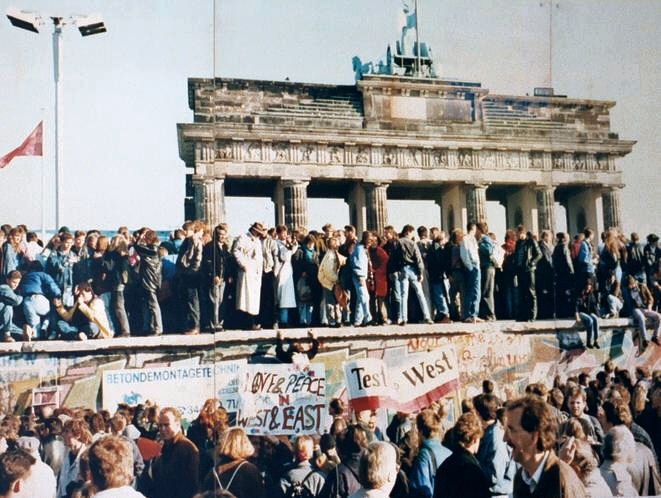
Берлінська стіна. 9 листопада 1989

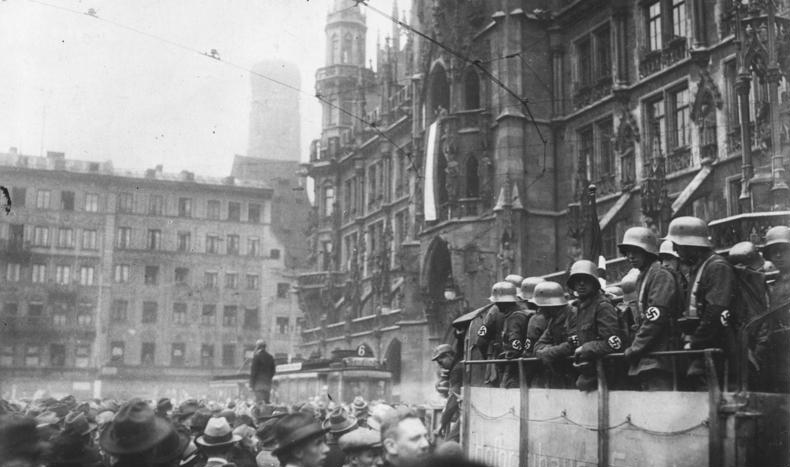
Площа Марієнплатц у Мюнхені під час пивного путчу в листопаді 1923 року.

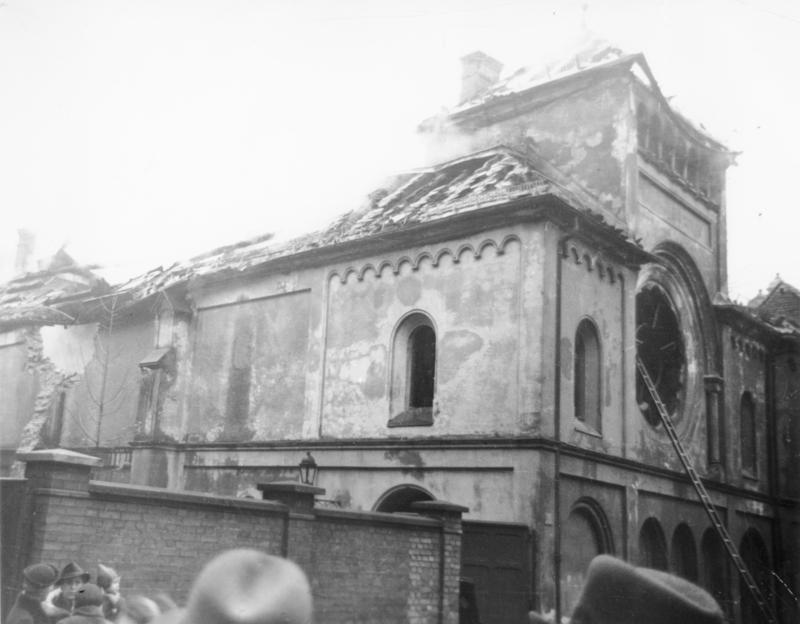
Підпалена під час Кришталевої ночі мюнхенська синагога

Доленосний день (нім. Schicksalstag) — визначення, яке часто використовується в Німеччині для 9 листопада, дня, що став важливою датою в  історії Німеччини. Термін іноді згадувався істориками та журналістами після  Другої світової війни, але особливої популярності набув після подій 1989 року, що поклали початок  об'єднанню Німеччини.
9 листопада відбулося шість знаменних для Німеччини подій:
- 1848: після арешту під час  Віденського повстання був страчений лідер ліберальних політичних сил Роберт Блюм. Його смерть вважають символом поразки  Революції 1848—1849 років у Німеччині.
- 1918: ліквідація  монархії в Німеччині. Кайзер  Вільгельм II скинутий із престолу в ході  Листопадової революції. Філіп Шейдеман проголошує  Ваймарську республіку.
- 1923: Пивний путч демонструє появу  Нацистською партії на політичній сцені Німеччини.
- 1925: утворення СС (включення даної дати в перелік доленосних подій в історії Німеччини є суперечливим).
- 1938: під час  Кришталевої ночі в масових погромах вбито понад 1 300 євреїв. Кришталева ніч — перша подія, яка засвідчила радикалізацію політики антисемітизму в  нацистській Німеччині.
- 1967: студентські протести в Гамбурзькому університеті (включення даної дати в перелік доленосних подій в історії Німеччини є суперечливим).
- 1989: падіння  Берлінської стіни, що завершилося об'єднанням країни, символізує настання нового етапу в історії Німеччини. Спочатку передбачалося призначити нове державне свято об'єднаної країни — День Німецької єдності — на 9 листопада, але саме через велику кількість неоднозначних історичних подій, що припали на цю дату, було обрано 3 жовтня.